# Pere de Coma
Pere de Coma (mort à Lérida en 1220) est un maître d'œuvre espagnol, considéré comme celui qui a introduit l'art roman à Lérida. Il pourrait avoir été d'origine lombarde, ou au contraire être né dans la Ribagorce ou le Solsonès. Sa présence est connue à Lérida à partir de 1180 par l'achat d'une maison dans le quartier Saint-Jean. En 1193, il propose ses services à l'évêque Gombau de Camporrels pour travailler à la nouvelle cathédrale de la ville (aujourd'hui la Seu Vella). Il est accepté et engagé en 1203, et travaille sur ce chantier pendant près de vingt ans, jusqu'à son décès en 1220. Un de ses parents, Berenguer de Coma, lui succède comme maître d'œuvre.